# جاكسون إرفين
جاكسون ألكسندر إرفين (بالإنجليزية: Jackson Alexander Irvine)‏ وهو لاعب كرة قدم أسترالي في مركز قلب الدفاع والوسط المدافع ولد في يوم 7 مارس 1993 في مدينة ملبورن في أستراليا وهو يلعب حالياً مع نادي سلتيك وسبق له اللعب مع نادي كيلمارنوك ونادي روس كاونتي ونادي ملبورن فيكتوري لكرة القدم ونادي ريتشموند ولعب مع منتخب أستراليا لكرة القدم ويبلغ طوله 189 سم.

## روابط خارجية
- جاكسون إرفين على موقع الاتحاد الدولي (مؤرشف)  (الإنجليزية)
- جاكسون إرفين على موقع الاتحاد الأوربي (الإنجليزية)
- جاكسون إرفين على موقع إي إس بي إن إف سي (الإنجليزية)
- جاكسون إرفين على موقع قاعدة بيانات كرة القدم.إي يو (الإنجليزية)
- جاكسون إرفين على موقع ليكيب (الفرنسية)
- جاكسون إرفين على موقع ناشيونال فوتبول تيمز (الإنجليزية)
- جاكسون إرفين على موقع Soccerbase.com (لاعب) (الإنجليزية)
- جاكسون إرفين على موقع Soccerway.com (الإنجليزية)
- جاكسون إرفين على موقع عالم كرة القدم.نت (الإنجليزية)
- جاكسون إرفين على موقع كووورة